# Asteronia
Asteronia — рід грибів родини Microthyriaceae. Назва вперше опублікована 1895 року.

## Види
База даних Species Fungorum станом на 25.10.2019 налічує 2 види роду Asteronia:
- Asteronia lauraceae Henn., 1908
- Asteronia sweetiae Henn., 1895